# Mil·liari romà de la Foia
El Mil·liari romà de la Foia és una obra d'Ulldecona (Montsià) protegida com a Bé Cultural d'Interès Local.

## Descripció
Es troba en una via secundària que comunicava les explotacions agràries. Es troba a 1,5 kilòmetres de la població d'Ulldecona, marcant l'inici del Camí Vell de l'Ermita de la Pietat. És un clar exemple de les construccions de senyalització en les vies de comunicació d'època romana. La seva situació és estratègica, prop de la via per la Vall d'Ulldecona i les seves mides també són singulars. De més de dos metres d'alçada, el cos de la columna és de pedra calcària local amb nombroses irregularitats.
Tot i que ara no és visible cap inscripció, es desconeix si en un primer moment en tenia i van ser esborrades, ja que en època moderna va reaprofitar-se per a marcar el Camí Reial i més tard el camí vell de l'Ermita de la Pietat. A mitja alçada, a la cara nord-oest, el fust està lleugerament aplanat, potser en aquest cas sí que era una inscripció esborrada.
La part superior de la columna està trencada tot i que va col·locar-se una creu de ferro cristiana. Basant l'anàlisi en els acabats artístics de la creu, es creu que podria tenir entre 300 i 400 anys d'antiguitat.
És significatiu destacar el ràpid procés de degradació que està patint l'entorn on es troba el mil·liari a causa de l'ús actual de l'espai. Ara només és emprat pels veïns de les finques properes. El resultat és la presència de diversos abocaments il·legals de runa i el descalçament de diverses pedres de la base per a treballs agrícoles.

## Història
Representa un vestigi d'època romana al municipi d'Ulldecona a més d'esdevenir un exemple de la importància històrica del pas de nord a sud en una zona que els romans ocuparen en forma d'ager publicum. Vestigis com aquest permeten confeccionar un mapa per a determinar la influència romana a nivell militar, comercial i administratiu i veure la manera en què l'imperi es desplaçava per les vies de comunicació ja fossin existents o bé de nova creació.
Ha de tenir-se en compte la importància que tenia el pas per la Vall d'Ulldecona abans de la construcció de la Via Augusta. Durant la República Romana, arribava del nord-est procedent de Tarraco fins a l'altura de L'Aldea, travessava l'Ebre per Amposta fins a connectar amb el tram de la Via Augusta que provenia de Tortosa, a dos quilòmetres de Traiguera, on hi havia l'anomenat Mil·liari del Collet Roig.
Al segle i aC, els enginyers van dissenyar l'actual Via Augusta, que anava de Dertosa cap al sud. Fins llavors, però, el camí rebia el nom de Via Heràclea.
El que queda clar és que la via per la Vall d'Ulldecona era una de les principals vies de comunicació i de les més transitades per la seva situació estratègica tant a nivell comercial com estratègic per a l'exèrcit. Va mantenir la seva importància fins a la construcció de l'actual AP-7.